# Берри, Джон Сеймур, 2-й виконт Кэмроуз
Джон Сеймур Берри, 2-й виконт Кэмроуз (англ. John Seymour Berry, 2nd Viscount Camrose; 12 июля 1909 — 15 февраля 1995) — британский дворянин, политик и владелец газеты.

## Ранний период жизни
Берри родился в графстве Суррей 12 июля 1909 года. Старший сын Уильяма Берри (1879—1954), впоследствии 1-го виконта Кэмроуза и 1-го баронета Берри, и Мэри Агнес Берри, урожденной Корнс (? — 1962). Его младшим братом был Майкл Берри (1911—2001).
Он получил образование в Итонском колледже и в колледже Крайст-Черч, Оксфорд, где его наставником был сэр Рой Харрод.

## Карьера
Берри начал свою карьеру, работая в провинциальной газете своей семьи в Ньюкасле. Затем он работал в их газетах в Манчестере и Глазго. В марте 1938 года он поступил на службу в 11-й легкий зенитный полк . Позже он командовал отдельной батареей в ходе операции «Факел», когда союзные войска вторглись в Северную Африку . Он был заместителем председателя The Daily Telegraph с 1939 по 1987 год и заместителем председателя Amalgamated Press с 1942 по 1959 год.
10 марта 1941 года он был избран членом Палату общин (консерватором) от Хитчина на дополнительных выборах, проведенных после гибели сэра Арнольда Уилсона на действительной службе. Он занимал свое место до 1945 года, когда его выиграл Филип Астерли Джонс (лейборист).
Одновременно он служил в лондонском Сити Йоменри (Rough Riders). Он принимал активное участие в боевых действиях в Северной Африке и Италии, дослужился до звания майора, упоминался в донесениях и был награжден знаком «За территориальную эффективность».
15 июня 1954 года после смерти своего отца Сеймур Берри унаследовал титулы 2-го виконта Кэмроуза из Хаквуд-парка в графстве Саутгемптон, 2-го барона Кэмроуза из Лонг-Кросса в графстве Суррей и 2-го баронета Берри. Он занял своё место в Палату лордов 5 мая 1955 года.

## Личная жизнь
В марте 1986 года в возрасте 76 лет лорд Кэмроуз женился на достопочтенной Джоан Ярд-Буллер (22 апреля 1908 — 25 апреля 1997), дочери сэра Джона Ярд-Буллера, 3-го барона Черстона, и Джесси Ярд-Буллер (урожденной Смитер), баронессы Черстон, затем Джесси Фицджеральд, герцогини Лейнстер, которая, возможно, была более известна под своим сценическим именем Дениз Орм. Леди Кэмроуз ранее дважды была замужем: сначала за Лоэлем Гиннессом (1927—1936), а затем за принцем Али Ханом (1936—1949), сыном и наследником Ага-Хана III. Принц Али был лишен наследства, и, следовательно, сын леди Кэмроуз Карим стал Ага-Ханом IV. Леди Кэмроуз также была известна как принцесса Джоан и принцесса Таджудаулла.
Лорд Кэмроуз скончался в возрасте 85 лет в Вестминстере, Лондон, не оставив потомства, 15 февраля 1995 года. Ему наследовал его младший брат, Майкл Берри, барон Хартвелл, который отказался от титула виконта пожизненно.